# Буття і час (Цілком таємно)
Буття і час (Sein und Zeit) — 10-й епізод сьомого сезону серіалу «Цілком таємно». Епізод належить до «міфології серіалу» та надає можливість глибше з нею ознайомитися. Прем'єра в мережі «Фокс» відбулася 6 лютого 2000 року.
У США серія отримала рейтинг Нільсена, рівний 8.4, це означає, що в день виходу її подивилися 13.95 мільйона глядачів.

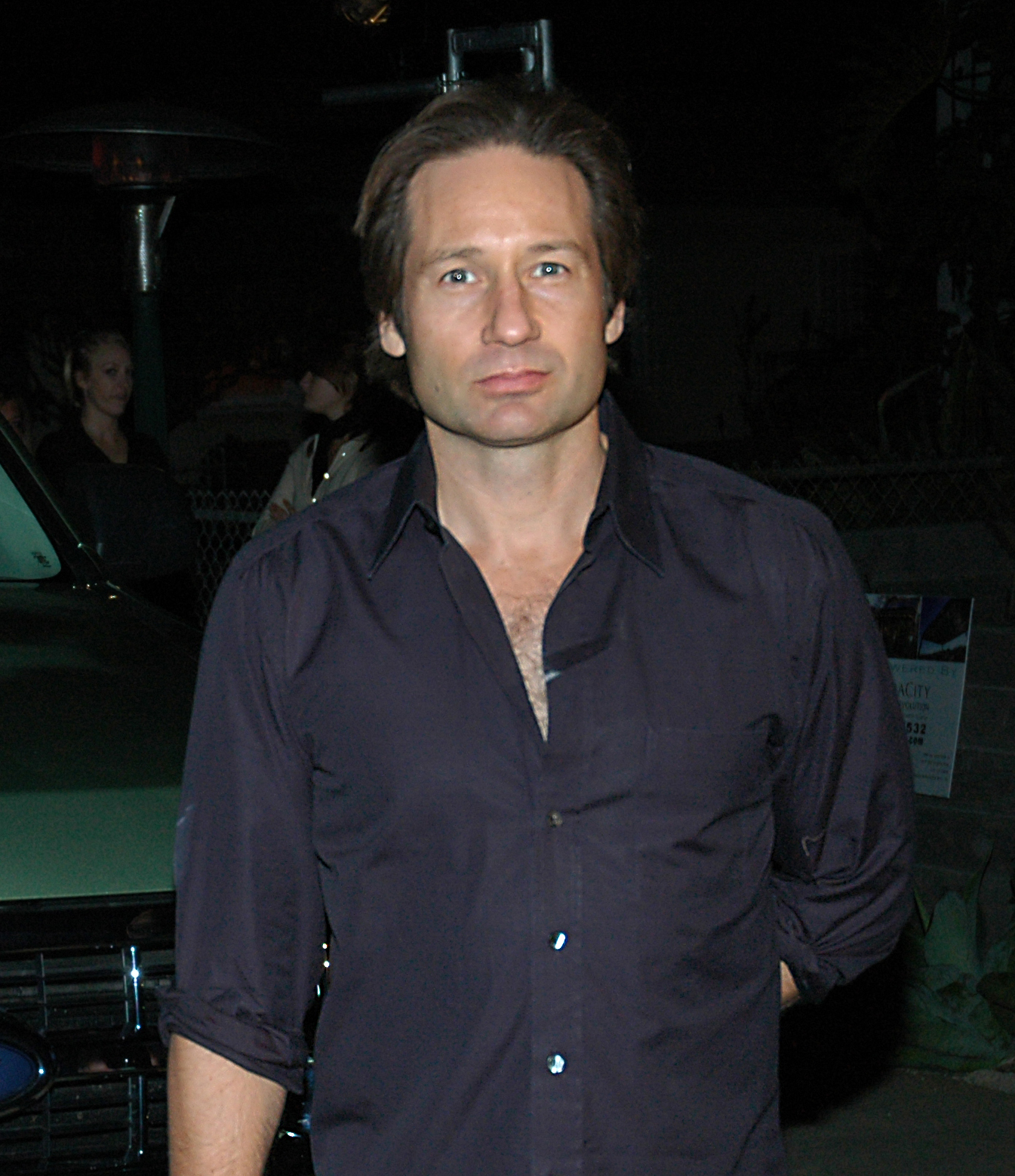

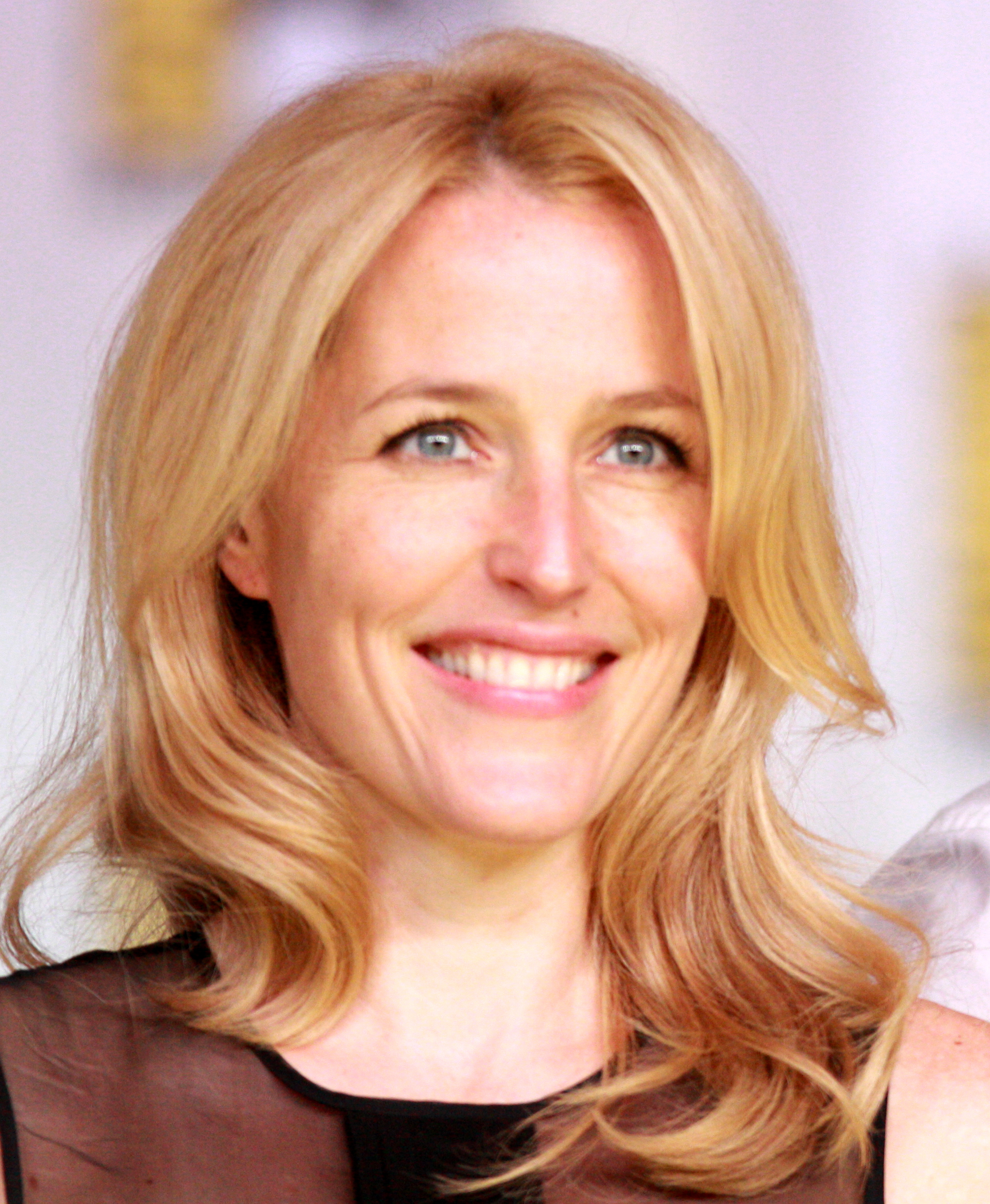

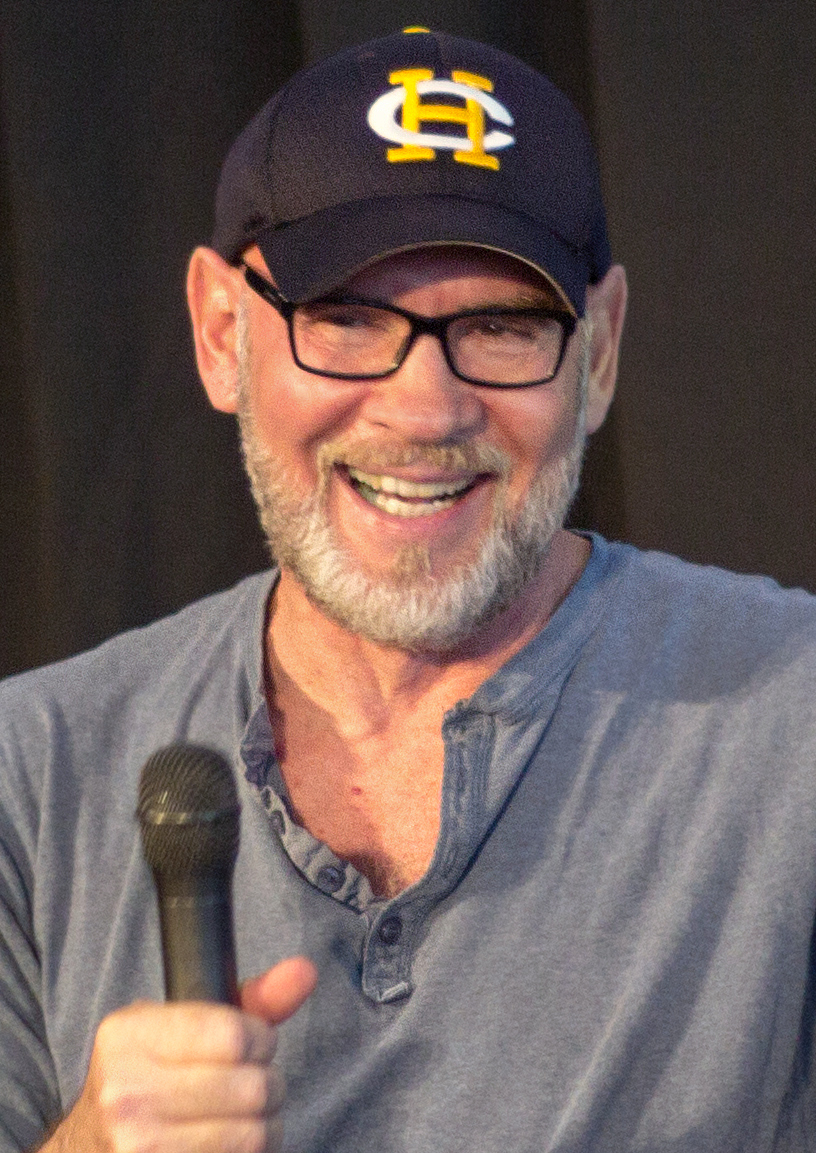

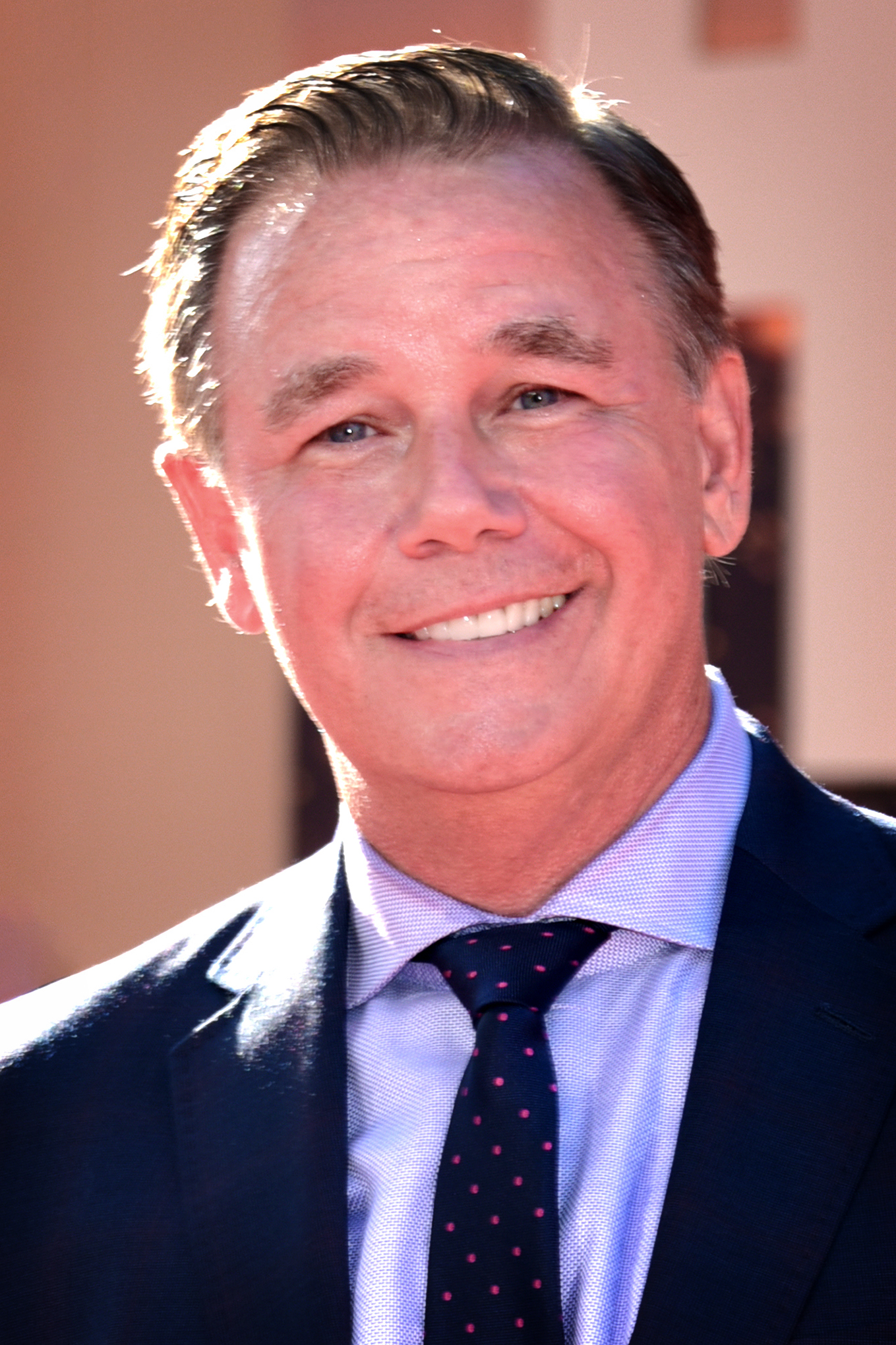

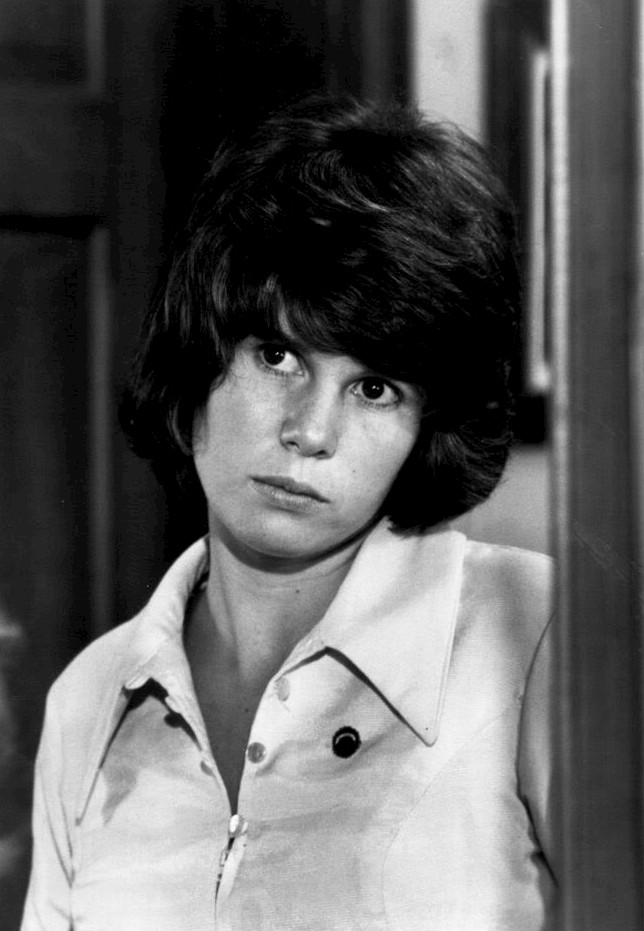

Малдер стає одержимим зникненням кількох дітей, які виявляються в ході розслідування дивного зникнення маленької дівчинки з дому. Тим часом Скаллі підозрює, що він емоційно залучений в цю справу через схожість зі зникненням його сестри 27 років тому. Її побоювання посилюються, коли мати Малдера вмирає, можливо, внаслідок суїциду.

## Зміст
Істина поза межами досяжного
Маленька дівчинка Амбер Лінн Лап'єр молиться перед сном і батьки вкладають її спати. Потім мати заходить в її спальну і бачить застелену постіль; бере фломастер і автоматично пише записку від викрадача про викрадення Амбер Лінн. Батько заходить в дитячу кімнату і бачить доньку сплячою — але на мить вона йому видалася посинілою. Після того, як батько виходить із дитячої, двері рвучко зачиняються; з-під них тече кров. Батько виламує двері — дитяча постеля порожня.
Фокс Малдер просить дозволити йому взяти участь в розслідуванні у справі розшуку Амбер Лінн Лап'єр, яка зникла з дому в Сакраменто (штат Каліфорнія). Начальник Малдера, Волтер Скіннер спочатку відмовляє його проханню, зазначаючи, що слідство не є справою архіву «Цілком таємно», а це дійсно викрадення або дівчинка зникла безвісти. Малдер переконує Скіннера дозволити йому провести розслідування — отримує 12 годин.
Батьки Амбер, Біллі та Бад, розповідають Малдеру, що знайшли записку в спальні дівчинки, а мати вже була в ліжку. У примітці до записки міститься згадка про Санта Клауса, в якого ніхто не стріляє. До Фокса приїздить Дейна й повідомляє — Скіннер розлютився на Малдера. Хоча сім'ю допитують, Малдер не вірить, що вони це зробили. Фокс впевнений — дівчинка жива. До Малдера дзвонить мама — вона саме дивиться новини про дівчинку; вона стурьована і дивиться на фотографію Фокса і його зниклої сестри.
Під час наради у Скіннера Фокс перечить ідеям детективів щодо причетності подружжя до її зникнення. І бачить записку-пересторогу із згадкою Санта-Клауса. Переглядаючи попередні справи, Малдер знаходить подібну записку з посиланням на Санта-Клауса у справі про зниклу особу в Покателло (Айдахо) 1987 року. У цій справі мати була затримана і засуджена до дванадцяти років. Агенти відвідують матір у в'язниці. У картотеці зазначається, що вона бачила свого сина мертвим до того, як він зник, як і Бад у ніч, коли його дочка зникла. Малдер просить засуджену допомогти подружжю Ла'пєр не потрапити до в'язниці. Родину Ла'пєр звільняють за відсутністю доказів.
Тим часом матір Малдера Тіну знаходять мертвою у своєму будинку. Встановлено, що вона передозувала снодійне після того, як спалила всі фотографії Саманти, наклала плівку навколо плінтусів і включила газ у духовці. Малдер вважає, що її вбили, і Дейна Скаллі на його прохання робить розтин. Пізніше Малдер відвідує ув'язнену. Вона каже йому, що Саманта зараз — на прогулянці, добрий дух, який бере дітей, щоб вони могли бути захищені від потенційної загрози у своєму житті. Мати каже Малдеру, що діти в безпеці, але вона поняття не має, де вони. Почувши це, Малдер вважає, що його мати, ймовірно, також написала записку після зникнення сестри. Він починає думати, що викрадення інопланетянами ніколи не було, і що його мати зрозуміла це, саме тому її вбили. Однак після проведення розтину Скаллі каже Малдеру, що це, безумовно, самогубство, бо вона була хвора на карциному Педжета.
Чоловік, який грає Санту на ранчо дітям, переглядає відеозйомку дітей на своєму ранчо. Пізніше Біллі розповідає Малдеру, що їй явилося бачення дочки у своїй кімнаті, і що вона сказала номер 74. Малдер вирішує, що не може закінчити справу, і хоче взяти перерву, оскільки він занадто близько, щоб винести якесь суттєве судження. По дорозі до аеропорту Скаллі натрапляє на парк Санта (розташований біля траси 74 штату Каліфорнія) і вирішує зупинитися через посилання на Санта Клауса в примітках. Тут вони знаходять установку відеокасет та касети, датовані аж до 1960-х років, включаючи одну з Ембер Лінн Лап'єр. Чоловіка Еда Скруллоу, який керує парком, негайно заарештовують, і Малдер знаходить могили дітей по всьому ранчо.
Не шукай того, чого не хочеш знайти

## Зйомки
Хоча як епізод четвертого сезону «Паперові сердечка», так і серія п'ятого «Повернення» мали дотичність до можливих пояснень долі Саманти Малдер, питання все ще не було вирішене, коли серіал перейшов у сьомий сезон. Кріс Картер добре усвідомлював, що сьомий сезон міг бути останнім в серіалі, тому він вирішив, що з «Буттям і часом» почне завершувати історію. Він пояснив: «Очікувалося, що — якщо це буде останній сезон — то фінал буде про сестру Малдера. Ми хотіли з цим розібратися швидше, ніж запізно. Ми хотіли закінчити історію почуттів Малдера щодо його сестри і робити це таким чином, щоби підкреслити драматичні здібності (Девіда Духовни)»".
Френк Спотніц вважав, що серія має стилістичну схожість із «Паперовими сердечками». Однак, на відміну від цього епізоду, «Sein und Zeit» та її друга частина «Закриття» мають відповісти на питання про зникнення Саманти. Пізніше Спотніц пояснив: «Це схоже на певну річ… в тому сенсі, що те, як ви завжди вважали, що сталося із Самантою, насправді не могло статися. „Паперові сердечка“ остаточно не відповідають на питання. У нас були люди, які підходили до нас і говорили: „Добре, отже, ми знаємо, що вона справді мертва, то що сталося?“ Тому ми вирішили відповісти на це питання». Назва епізоду є посиланням на однойменну основну роботу Мартіна Гайдеґґера «Буття і час».
Кілька нещасних випадків перешкоджали виробництву епізоду. Перший стався навколо фальшивої записки про викуп, яка включала рядок погроз «Не роби нічого, або ми вб'ємо твою дитину». Департамент реквізиту висміяв цей документ для сцени, в якій місіс Лап'єр автоматично пише повідомлення викрадача. Пізніше член знімальної групи виніс записку (включену в папку з іншими документами) до телефона-автомата перед тим, як їхати до місця зйомки, а після дзвінка він забув забрати папку. Людині, яка спостерігала за ним, його поведінка здалася підозрілою і було викликано поліцію. Пізніше член знімальної групи зрозумів свою помилку і повернувся, щоб забрати записку, де його й заарештували. Кім Меннерс назвав ситуацію «безладом».
Друга річ, яка заважала зйомкам, була пов'язана із браком коштів. Коли виробництво «Буття і часу» закінчувалось, знімальна група вичерпала фінансування. Однак була одна важлива сцена, яку ще потрібно було зняти: короткотривала послідовність ведучих телевізійних новин, що повідомляють про події епізоду. Щоб вирішити проблему, продюсер Пол Рабвін проявив творчі здібності; він не захотів просити у «Фокс» більше грошей, натомість звернувся до Роберта Пенфолда, кореспондента місцевого телебачення, який знаходився в Лос-Анджелесі. Рабвін попросив Пенфолда «подарувати» необхідну новину, щоб мати змогу потрапити в «Цілком таємно», на пропозицію Пенфолд з радістю погодився. Рабвін згодом пояснював: «Ми пішли в його студію, і вставили візуальний контроль за зайнятим новинами кореспондентом, додали деякі фотографії з викраденими дітьми, і у нас була сцена.»

## Показ і відгуки
«Sein und Zeit» вперше вийшов в ефір у США 6 лютого 2000 року. Епізод отримав рейтинг Нільсена 8,4 з часткою 12, що означає — приблизно 8,4 % всіх домогосподарств, обладнаних телевізором, і 12 % домогосподарства, які дивилися телевізор, були налаштовані на нього. Його переглянули 13,95 мільйона глядачів. Епізод був показаний у Великій Британії і Ірландії по «Sky One» 21 травня 2000 року та отримав 0,83 мільйона глядачів. Пізніше епізод був включений у «Міфологію Цілком таємно», том 3 — Колонізація, колекція DVD, що містить епізоди, пов'язані з планами колоніста опанувати Землю.
Емілі Вандерверф з «The A.V. Club» нагородила епізод «A–» і назвала його «дуже-дуже хорошим телевізійним фільмом». Вона була особливо задоволена похмурістю історії та зазначила, що в основному мова йде про те, яким чином «система переконань [викорінюється] на очах у Малдера» після самогубства його матері. Вандерверф також була задоволена виступом Духовни, написавши, що він «привносить у персонаж Малдера напружену манію, яка завжди робила цю постать найкращим». Незважаючи на це, вона злегка критикувала концепцію «прогулянки», яку вона назвала явно смішною. Річ Розелл з «DigitallyObsessed.com» відзначив епізод 4,5 із 5 зірок і написав, що, хоча «Кріс Картер писав цей епізод, і його спроби пояснити власну збентежену міфологію часто навіть більш заплутані, ніж викриття, „Sein Und Zeit“ є напруженим внеском і акуратно веде до передбачуваного підведення підсумків». Том Кессеніч у книзі «Екзамени» надав епізоду переважно позитивний відгук, написавши: «„Sein Und Zeit“ не лише послужив нагадуванням про постійний біль Фокса Малдера, це дало ще одну підказку про те, що, хоча подорож наближається до завершення, Цілком таємно все ще знає, як зробити поїздку приємною». Роберт Шірман і Ларс Пірсон у книзі «Хочемо вірити: критичний посібник з Цілком таємно, Мілленіуму й Самотніх стрільців» оцінили епізод 5 зірками з п'яти. Вони назвали епізод «привітальним поверненням до Цілком таємно, якого ми не бачили деякий час — важким, пристрасним та з вчасною історією. З того місця, де ми сидимо, посеред похмурого сезону, роздається чудовий аромат шедевру».
Інші відгуки були менш приємними. Пола Вітаріс з «Cinefantastique» надала епізоду змішаний огляд і присудила йому 2 зірки з чотирьох. Вона писала: "Є кілька потужних і зворушливих моментів у «Sein und Zeit», але інші «плавають» настільки широко, що боляче думати, яким міг бути цей епізод Кеннет Сілбер з «Space.com», хоча і вітав увагу до Саманти Малдер, критикував повільність епізоду, написавши: «Хоча повернення серіалу до центральної теми дуже цінується, цей епізод розгортається з прикрою повільністю, яка мало що задовольняє. Ця тема цікавить багато глядачів Цілком таємно, які побачили у відповідь на запитання — монстра тижня та фальшиво-безглузду міфологію».

## Знімалися
- Девід Духовни — Фокс Малдер
- Джилліан Андерсон — Дейна Скаллі
- Мітч Піледжі — Волтер Скіннер
- Меган Корлетто — Ембер Лінн ЛаП'єр
- Марк Ролстон — Бад ЛаП'єр
- Спенсер Гаррет — Гаррі Брінг
- Ребекка Тулан — Тіна Малдер
- Кім Дарбі — Кеті Лі Тенкате
- Нік Лашавей — молодий Малдер